# Vinko Jelovac
Vinko Jelovac, född 18 september 1948 i Osijek, dåvarande Jugoslavien, är en jugoslavisk basketspelare som tog tog OS-silver 1976 i Montréal. Han spelade länge för KK Olimpija.